# Long Live Heavy Metal
Long Live Heavy Metal è il quinto album in studio del gruppo heavy metal canadese 3 Inches of Blood, pubblicato nel 2012.

## Tracce
1. Metal Woman – 4:48
2. My Sword Will Not Sleep – 4:37
3. Leather Lord – 3:57
4. Chief And The Blade – 2:27
5. Dark Messenger – 4:07
6. Look Out (Ronnie James Dio Tribute) – 5:29
7. 4000 Torches – 4:16
8. Leave It On The Ice – 3:34
9. Die For Gold (Upon The Boiling Sea IV) – 4:03
10. Storming Juno – 4:24
11. Men Of Fortune – 7:35
12. One For The Ditch – 3:31

## Formazione
- Cam Pipes - voce
- Justin Hagberg - voce, chitarre, basso, organo, piano
- Shane Clark - chitarre, basso
- Ash Pearson - batteria, percussioni

Le parti di basso registrate da Justin Hagberg e Shane Clark sono state accreditate con il nome Shustin Hagblark, nome di fantasia creato dalla fusione dei loro nomi.